# Szukając Alaski
Szukając Alaski (ang. Looking for Alaska) – debiutancka powieść amerykańskiego pisarza Johna Greena wydana w marcu 2005 roku. Polski przekład ukazał się najpierw w lutym 2007 nakładem wydawnictwa Znak, następnie w październiku 2013 nakładem wydawnictwa Bukowy Las. Autor inspirował się swoimi własnymi doświadczeniami z liceum.
9 maja 2018 roku platforma Hulu ogłosiła rozpoczęcie prac nad miniserialem, będącym ośmioodcinkową adaptacją Szukając Alaski.